# Onthophagus okahandjanus
Onthophagus okahandjanus är en skalbaggsart som beskrevs av Vladimir Balthasar 1974. Onthophagus okahandjanus ingår i släktet Onthophagus och familjen bladhorningar. Inga underarter finns listade i Catalogue of Life.